# Milešín
Milešín (en allemand : Mileschin) est une commune du district de Žďár nad Sázavou, dans la région de Vysočina, en Tchéquie. Sa population s'élevait à 76 habitants en 2020.

## Géographie
Březejc se trouve à 9 km au nord-nord-ouest de Velká Bíteš, à 29 km au sud-est de Žďár nad Sázavou, à 44 km à l'est-sud-est de Jihlava à 151 km au sud-est de Prague.
La commune est limitée par Heřmanov au nord-ouest, par Vidonín au nord-est, par Rozseč à l'est, par Březí au sud, et par Skřinářov à l'ouest.

## Histoire
La première mention écrite de la localité date de 1364.

## Transports
Par la route, Milešín se trouve à 11 km de Velká Bíteš, à 32 km de Žďár nad Sázavou, à 56 km de Jihlava et à 176 km de Prague.